# Zmiany granic miast w Polsce w 2018
Zmiany granic miast w 2018 roku – zmiany granic administracyjnych miast w Polsce, które nastąpiły 1 stycznia 2018 r. na podstawie rozporządzenia Rady Ministrów z 26 lipca 2017 r. a także Rozporządzenia Rady Ministrów z dnia 27 grudnia 2017 r., zmieniające rozporządzenie w sprawie ustalenia granic niektórych gmin i miast. Dz.U. z 2017 r. poz. 2493.
| Miasto (województwo)                           | Powierzchnia przed zmianą | Powierzchnia po zmianie | Włączany/wyłączany obszar                | Włączona/wyłączona powierzchnia |
| ---------------------------------------------- | ------------------------- | ----------------------- | ---------------------------------------- | ------------------------------- |
| Jarocin (województwo wielkopolskie)            | 17,53 km²                 | 17,97 km²               | część gminy Jarocin                      | 0,44 km²                        |
| Konin (województwo wielkopolskie)              | 82,2 km²                  | 82,16 km²               | część Konina do gminy Stare Miasto       | 0,039 km²                       |
| Mirosławiec (województwo zachodniopomorskie)   | 2,32 km²                  | 2,41 km²                | część gminy Mirosławiec                  | 0,09 km²                        |
| Ostrołęka (województwo mazowieckie)            | 28,64 km²                 | 33,46 km²               | część gminy Rzekuń                       | 4,82 km²                        |
| Otmuchów (województwo opolskie)                | 27,84 km²                 | 49,55 km²               | Sarnowice, Śliwice, Nieradowice, Wójcice | 21,71 km²                       |
| Środa Wielkopolska (województwo wielkopolskie) | 19,90 km²                 | 21,92 km²               | część Kijewa                             | 2,02 km²                        |